# عمر لاروسا
عمر لاروسا (انگلیسی: Omar Larrosa؛ زادهٔ ۱۸ نوامبر ۱۹۴۷) یک بازیکن فوتبال اهل آرژانتین است.
از باشگاه‌هایی که در آن بازی کرده‌است می‌توان به سن لورنزو، اتلتیکو ایندپندینته، بوکا جونیورز، آرژانتینوس جونیورز، اتلتیکو هوراکان و ولز سارسفیلد اشاره کرد.
وی همچنین در تیم ملی فوتبال آرژانتین بازی کرده‌است.